# 日本音楽制作者連盟
一般社団法人日本音楽制作者連盟（にほんおんがくせいさくしゃれんめい、英: the Federation of Music Producers Japan、略称：音制連〈おんせいれん、英: FMPJ〉）は、日本の芸能事務所で構成される業界団体。
音楽関連ではもう1つの業界団体として、日本音楽事業者協会（音事協）がある。

## 概要
1986年（昭和61年）に設立。229社（2019年6月時点）の音楽プロダクションで構成される。音楽制作者、実演家の権利擁護（貸レコード使用料、商業用レコード放送二次使用料、私的録音録画補償金の分配業務および肖像パブリシティ権の擁護・啓蒙活動など）、分配業務の支援活動などを主な業務とし、著作隣接権擁護に関わる諸問題の解決、音楽プロダクションの地位向上に努めている。

### 設立の経緯
1980年（昭和55年）6月に日本初のレコードレンタル店が東京都三鷹市で開業し、その後日本全国に同様の店が続々開店し繁盛したのが契機となり、著作権法の隙間を狙ったとも言えるこの商法にレコード販売により印税収入を得、かつ音楽制作者の著作権を擁護する立場にある音楽プロダクションやレコード会社などは危機感を抱き、1981年（昭和56年）10月にレコード会社13社が大手レンタル・チェーン4社に対して複製権の侵害を訴え東京地裁へレコード貸与の差止め請求を提訴したのに端を発する。
その後、国会における「貸レコード規制法案」の審議を経て、1984年（昭和59年）5月の著作権法改正により貸与権が新設された。ニューミュージック系の制作プロダクション（音楽事務所）に所属する歌手アーティストのほとんどはシンガーソングライターであるため、著作権者であり歌唱実演家でもありレコード制作の録音権、演奏権、肖像権なども持っている。レコードレンタル店に対して裁判を起こしたのはレコード会社だったが、シンガーソングライターが所属する音楽事務所の場合はその権利者でもあった。所属アーティストのレコード売り上げが、レコードレンタルの影響を受けていたため、当然の権利といえた。レコードレンタル使用料実演家分は、文化庁から日本芸能実演家団体協議会（芸団協）が指定され、ここからしか受け取ることは出来なくなり、このためそれまで横の繋がりは全くと言っていいほど無かったニューミュージック系音楽事務所も統一団体の結成が必要となった。レコードレンタル店が出来る少し前の1980年3月に吉田拓郎の盟友・後藤由多加（ユイ音楽工房）の音頭取りで、細川健（ヤングジャパングループ）、大里洋吉（アミューズ）、金子洋明（ミュージカル・ステーション）、梅谷佳紀（ヤマハ音楽振興会）、奥田義行（りぼん）、青柳茂樹（シンコーミュージック）、上田章二（六文銭ファクトリー）、寺本幸司（モス・ファミリィ）各代表・社長9人で結成した親睦団体「十日会」に、先の事情から多賀英典（キティ・アーティスト）、小杉理宇造（スマイルカンパニー）、市川義夫（NEWS）、福田信（マザー）らが加わり、著作権者への分配窓口の役割を担う任意団体として設立されたのが音楽制作者連盟（FMP）である。
2010年（平成22年）12月1日、公益法人制度改革に伴い一般社団法人に移行し、法人名を音楽制作者連盟から日本音楽制作者連盟（FMPJ）に変更した。
2012年（平成24年）9月10日、「STOP!違法ダウンロード広報委員会」を日本レコード協会、日本音楽事業者協会、音楽出版社協会ほか業界団体と共同で設立。

### 肖像権管理に関する問題
現在音制連では、インターネット上の動画共有サービスにアップロードされている動画のうち、音制連に加盟するプロダクションと契約する実演家が登場しているものについて「肖像権侵害」を理由に定期的に削除申し立てを行っている。
しかし音楽著作権における日本音楽著作権協会（JASRAC）等の著作権管理団体と異なり、肖像権の管理について音制連と個々の実演家の間で明示的な契約が結ばれているわけではない模様で、実際小室みつ子のように、本人のあずかり知らないところで自らが出演した動画が音制連の申し立てにより削除され、本人がそれに対し不満を表明するといったケースも見られるようになっている。

## 主な正会員
ウィキペディア日本語版に記事が存在する主な正会員。
音楽・タレント系
- アミューズ
- ARTIMAGE
- OORONG-SHA（烏龍舎）
- A-Sketch
- SDR（スターダストプロモーション関連会社）
- オフィスオーガスタ
- キューブ
- サンデーフォークプロモーション
- スピードスター・ミュージック
- スペースクラフトプロデュース
- スマイルカンパニー
- ソリッドボンド
- トイズファクトリー
- TOBE
- パパドゥ
- ビーイング
- マーヴェリック・ディー・シー・グループ
- マザーエンタープライズ
- ヤマハミュージックエンタテインメントホールディングス
- ユニバーサル ミュージック アーティスツ
- レインボーエンタテインメント
- ロード&スカイ
- ヒップランドミュージック

個人事務所系
- さだ企画（さだまさし）
- さとう音楽事務所（さとう宗幸）
- ダーウィン（浅倉大介個人事務所）
- ファー・イースト・クラブ （小田和正が設立）
- リイシューレコーズ　(米津玄師個人事務所)

タレント・モデル系
- オフィスウォーカー
- ブルーミングエージェンシー

出版社系
- シンコーミュージック・エンタテイメント
- スペースシャワーネットワーク
- 日音アーティスト

## 主な賛助会員
ウィキペディア日本語版に記事が存在する主な賛助会員。
- イープラス
- エイベックス・エンタテインメント
- NBCユニバーサル・エンターテイメントジャパン
- オリコン
- 音響ハウス
- カルチュア・コンビニエンス・クラブ
- キョードー東京
- キングレコード
- クラブチッタ
- コミュニティネットワーク
- ジャパンエフエムネットワーク
- ビクターエンタテインメント
- 尚美学園
- ソニー・ミュージックエンタテインメント
- Twitter Japan
- ディスクガレージ
- テイチクエンタテインメント
- 電通
- 東放学園音響専門学校
- 徳間ジャパンコミュニケーションズ
- トライエム
- Dolby Japan
- 日音
- 日本クラウン
- 日本コロムビア
- 日本工学院専門学校
- 日本テレビ音楽
- 博報堂キャスティング&エンタテインメント
- ハッツアンリミテッド
- バップ
- ぴあ
- フォーライフ ミュージックエンタテイメント
- フジパシフィックミュージック
- ホットスタッフ・プロモーション
- ポニーキャニオン
- ヤマハミュージックコミュニケーションズ
- ユニバーサルミュージック
- 横浜アリーナ
- リットーミュージック
- レコチョク
- ローソンエンタテインメント

## 役員
2021年8月24日現在
- 理事長 : 野村達矢（株）ヒップランドミュージックコーポレーション
- 副理事長 : 浅川真次（株）アーティマージュ
- 副理事長 : 千村良二（株）オフィスオーガスタ
- 専務理事 : 金井文幸（常勤）
- 常務理事 : 池田正義（株）キューブ
- 常務理事 : 近藤正司（株）スペースシャワーネットワーク
- 常務理事 : 中西正樹（株）アミューズ
- 理事 : 遠藤幸一（株）UKプロジェクト
- 理事 : 尾辻重信（株）イドエンターテインメント
- 理事 : 菊地哲榮（株）ハンズオン・エンタテインメント
- 理事 : 熊部太郎（株）ユーズミュージック
- 理事 : 田村優（株）インクストゥエンター
- 理事 : 鶴田武志（株）パワープレイミュージック
- 理事 : 能野哲彦（株）ベイス
- 理事 : 丸野孝允（株）エンズエンターテイメント
- 理事 : 宮下昌也（株）SDR
- 理事 : 吉田力（株）シーズレコーズ
- 監事 : 井上俊次（株）ハイウェイスター
- 監事 : 栗田秀一（株）レインボーエンタテインメント
- 監事・顧問弁護士 : 龍村全 龍村法律事務所